# まさゆきの地図
まさゆきの地図（まさゆきのちず）は、スクウェア・エニックスのコンピュータゲーム『ドラゴンクエストIX 星空の守り人』に登場するアイテムである架空の地図の一つにつけられた愛称である。隠しダンジョンに入るために必要なアイテム「宝の地図」の特定の内容のものを指す。

## 概要
最初の入手者である「まさゆき」の名前からこの名称で呼ばれるが、本編中でのアイテムとしての地図名は「見えざる魔神の地図Lv87」である。
本編中盤から手に入れられる宝の地図の一つで、地下15階+ボスのいる層で構成されている。地図レベルが高いことから非常に手に入れにくいばかりでなく、かなりの実力が必要なものになっている。ダンジョン時の名前は「見えざる魔神の道Lv87」と初回に表示される。
この地図内で出てくるモンスターは、地下4階までは本編終盤のモンスターが主であるが、地下5階以降より宝の地図にしか出てこないモンスターの比率が高くなり、地下9階以降は非常に強いモンスターが登場するため、最下層にまで至るのは難しい。しかし、地下15階にはメタルキングのシンボルのみが発生するため、多くのプレイヤーのレベル上げ作業に大きな貢献を果たした。
後にメタルキングシンボルのみ発生するフロアがこの地図より浅い、メタルキング以外の同伴モンスターがこの地図より弱いなどの理由で、よりレベル上げのしやすい別の地図が発見された。さらにそれらがすれ違い通信で広まっている。
『ドラゴンクエストXI 過ぎ去りし時を求めて』の3DS、Switch版ではヨッチ族の村にある冒険の書の祭壇から「IX」の世界の見えざる魔神の道に行くことができる。マップは地下6階+ボスのいるフロアと簡略化されている。入口付近には第一発見者「まさゆき」のキャラクターと思しき戦士がおり、地図を冒険者に配布していたところ、文句をつけてくるようになったので、洞窟内で何が起こっているか調査してほしいと依頼される。これでクエストを受注し、最深部にいるウルトラメタキンを倒して戦士に報告すると洞窟が正常に戻り、地下6階でメタルキングのシンボルが発生するようになる。このウルトラメタキンは下記のようにこの地図が広まったためにメタルキングが大量に討伐されるようになったことで冒険者への復讐心を抱くようになったメタルキングたちが何者かの術によって合体したものである。

## 広がるまでの経緯
入手者であるまさゆきは、プレイ時間が150時間 - 170時間の頃、150回目の宝の地図（魔王系の地図を除く）をクリアした際に手に入れたとしている（この地図を手に入れる前は、はぐれメタルばかりを倒してレベルを上げていたという）。
プレイ当初、地下15階においてメタルキングのエネミーシンボルが連続で出てきても運がよかった程度に思っていたが、そのうちメタルキングしか出ないということに気づく。これは非常に価値のある地図ではないかと思い、「たくさんの人に配りたい」と考えるようになる。2009年7月23日に、他に誰も持っていないかを確認するために、インターネットの掲示板に書き込んだところ、地図を配ってほしいというコメントが多く寄せられたため、その場の勢いで秋葉原で配ると書き込む。本人いわく「家でじっくりドラクエIXを楽しむ予定」で、「自分で書いておきながら『行くのが大変だな』と思っていた」。その日の夜に秋葉原の大型量販店前で配ることを改めて報告している。
2009年7月24日の午前11時に同所ですれちがい通信を開始（開始直前に掲示板で配信予告をしていた）。12時頃のそば屋での昼食を挟んで、14時頃まで配布を続けていた。それ以降は他のプレイヤーが配布（二次配布）を開始していたのを確認したので引き上げる。
その後、様々なプレイヤーによって加速度的に日本全国に広がり、2009年8月の頭には様々なメディアで「まさゆきの地図」と呼ばれ始める。

## 影響
すれちがい通信そのものは、既に他のソフトでも利用されていたものだったが、本編の登場によりその利用価値が見直されるようになった。さらに、この地図の登場により、ニンテンドーDSを持って出掛ける機会が増え、すれちがい通信がヒットするきっかけになったとされる。
まさゆき自身が初めてすれちがい通信を行った秋葉原におけるヨドバシカメラをはじめ、一部の家電量販店や和歌山県にあるコミュニティFMのバナナFMなどでは、「ルイーダの酒場」と称したすれちがい通信のためのコミュニケーションスペースが設けられるようになった。
公表当初、一部から改造行為によって製作されたものではないかとも言われたことがある。しかしながら、特定の階層で特定のモンスターしか配置されないチートコードが存在していない点や、経験値を増やすチートコードを製作した方が割に合うことを考えれば、仮に先述のチートコードを探しても意味がない点などからチートではないとされた。後に本編開発に関わった藤澤仁が、「まさゆきの地図」は開発者による「仕込み」ではないことをCESA Developers Conference 2009（CEDEC 2009）の基調講演で明らかにしている。
また、2009年12月25日に集英社から発売された本編の攻略本『ドラゴンクエストIX 星空の守り人 PLATINUM BIBLE 大いなる神々の書』（ISBN 978-4-08-779538-7）には人気地図としてこの「まさゆきの地図」の全容が紹介されている。
『電撃ゲームス』Vol.6、2010年4月号における、本編デザイナー・シナリオライターである堀井雄二のインタビューにおいて、本来は魔王の地図のLVなどの比較のために、発見者名をつけたつもりが「まさゆきの地図」のおかげで、ダンジョンの方がメジャーになったことは想定外だったと語っている。なお、発見者名を入れるアイデアは堀井のものである。また堀井自身も、この地図欲しさに新宿駅周辺をうろついていたと『ドラゴンクエストX 目覚めし五つの種族 オンライン』の制作発表会の時に語っている。
2012年よりサービスを開始している『ドラゴンクエストX』のモンスター図鑑でメタルキングを紹介する際、『まめちしき』に書かれた文の冒頭を縦読みすると、『まさゆき』と読めるようになっている。
上述の通り、2017年と2019年に発売された3DS、Switch版『ドラゴンクエストXI 過ぎ去りし時を求めて』にも、この地図をモチーフとしたダンジョンが登場した。

## 発見者
発見者（男性）は、本編を買いたいと思っていたものの予約していなかった。ただ、近所の量販店でのアナウンスで予約購入できると知り、予約購入することになる。その際、当日に買えなかった場合、本編をプレイしていなかったかもしれないと語っている。
2009年10月の『ファミ通』でのインタビュー以降、同誌の本編に関するコーナーに特別部員として登場したり、彼が好きな作品である『ドラゴンクエスト モンスターバトルロードII』の大会でゲスト出演するなど、一躍時の人になった。
なお、キャラクターネームである「まさゆき」は彼自身の本名で、本編以外のドラゴンクエストシリーズをプレイする際にも使用している。
また、本人自身がYouTubeにて発見までの経緯などを語っている。